# Herculean
Herculean is de debuutsingle van The Good, the Bad & the Queen. De single is uitgebracht op 30 oktober 2006. De band was van plan om de single op dezelfde dag nog uit de schappen te laten halen, zodat de single niet in aanmerking zou komen om de hitlijsten te halen.

## Nummers
- Promotie-cd

1. "Herculean" (radioversie)
2. "Herculean" (albumversie)

- 7" R6722

1. "Herculean"
2. "Mr. Whippy"
  - ft. Eslam Jawaad

- Maxi-cd CDR6722

1. "Herculean"
2. "Back in the Day"
3. "Mr. Whippy"
  - ft. Eslam Jawaad